# Mouvement socialiste des travailleurs
Le Mouvement Socialiste des Travailleurs (MST-Nouvelle Gauche)  est un parti politique trotskyste d'Argentine, qui se revendique héritier du courant politique fondé par Nahuel Moreno en 1943. 

## Histoire
Le MST naît en tant que tel en 1992, d'une scission du MAS. Il acquiert dans les années 1990 une certaine influence en animant la lutte pour les droits humains, de concert avec des groupements comme HIJOS (Filles et Fils pour l'Identité et la Justice, contre l'Oubli et le Silence) et autres groupements de gauche, obtenant une relative notoriété en organisant des actions contre des militaires ayant participé à la dictature en Argentine. 
En 1997, il a formé une alliance pour les élections législatives avec le Parti communiste, sous le nom de Gauche Unie.
Lors de l'élection présidentielle de 2003, sa candidate a été Patricia Walsh, fille du journaliste disparu sous la dictature Rodolfo Walsh, qui a obtenu la septième position avec 1,7% des voix. Préalablement, Walsh avait été choisie députée nationale par la Ville Autonome de Buenos Aires, grâce à l'obtention de 94.000 votes, 7,07% des voix, lors des élections législatives de 2001. Elle a dirigé le bloc de Gauche Unie au congrès pendant tout son mandat.
Dans les élections Législatives de 2005, le MST a réuni un front (appelé MST-UNITE) avec quelques secteurs de gauche liés au péronisme, à l'église, et avec le Mouvement pour un Peuple Libre (des frères Rubén et Tomás Devoto) qui avaient rompus avec le groupe Autodétermination et Liberté de Luis Zamora. Le-dit front a présenté comme candidat au poste de sénateur pour la province de Buenos Aires Mario Cafiero,  Vilma Ripoll comme candidate au poste de députée nationale, et dans la capitale Patricia Walsh et Agustín Vanella comme candidats respectivement aux postes de députée et de législateur. Après cette élection, le front s'est dissout, et le MST s'est renommé MST-Nouvelle Gauche.
En 2006, le MST-Alternative participa au “Séminaire pour le regroupement de la gauche” 
Le MST a participé la même année à des marches contre l'État d'Israël et en soutien aux Territoires palestiniens.
Des différences internes en 2007 ont fait partir du MST la Gauche Socialiste. Mais, en mars de la même année, le Courant Praxis a rejoint le MST comme tendance interne.

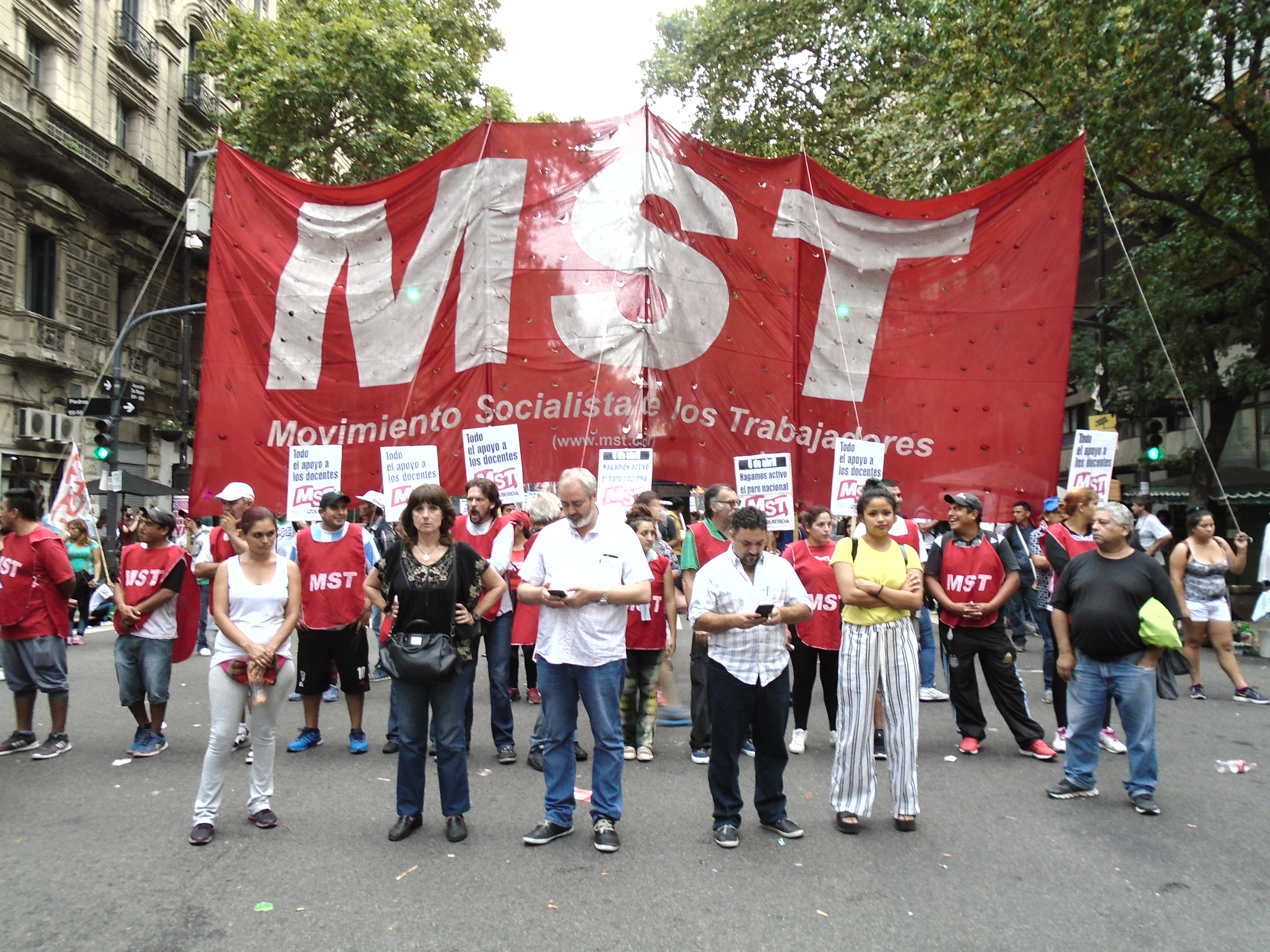
Vilma Ripoll, Alejandro Bodart et Sergio García, trois dirigeants du MST.

Dans les élections de la Ville de Buenos Aires de 2007, le MST obtint le maintien de la législature de Patricia Walsh. 
En décembre 2010, le MST a décidé d'intégrer le Mouvement Projet Sud, dirigé par Pino Solanas. Le même mois, il propose la candidature de Pin Solanas comme Président. Mais celui ci a refusé, préférant en 2011 se présenter comme chef du Gouvernement de la Capitale Fédérale. Dans les élections de la Ville de Buenos Aires de 2011, le MST a réussi à obtenir la troisième position en termes de votes avec la candidature d'Alejandro Bodart pour le Mouvement Projet Sud. Sans la figure de poids de Pino, ils présentèrent la formule présidentielle Argumedo-Cardelli dans les comices électoraux, n'arrivant pas à dépasser les 1,5% des votes nécessaire pour se présenter à l'élection présidentielle de 2011.
En 2013, le MST abandonne le Mouvement Projet Sud. Dans les élections de 2013 et de 2015, le parti appelle à la construction d'un grand front comprenant  toute la gauche, et demande son intégration au FIT. 
Le MST conclut en novembre 2016 un accord avec le Nouveau MAS pour former un nouveau front à gauche. Ce front est baptisé Gauche au Front pour le Socialisme. Mais des divergences internes avec le Nouveau MAS paralyse son fonctionnement.,
Pour l'élection présidentielle de 2019, le 11 juin, et après beaucoup de réunions unitaire, le MST est entré dans le FIT, qui a modifié son nom pour Front de Gauche et des Travailleurs - Unité.

## Publications
Il édite l'hebdomadaire Alternative Socialiste et possède un site web. Il participe au groupe international qui publie la "Revue de l'Amérique". Celle-ci est éditée par divers courants de différents pays entre lesquelles sont (outre le MST) : la International Socialist Organization (ISO) des États-Unis, le Movimento de Esquerda Socialista (MES), les dirigeants vénézuéliens de l'UNT (Union Nationale des Travailleurs du Venezuela) Stalin Pérez Borges et Gonzalo Gómez, et des membres de Marée Socialiste, courant interne du PSUV. Le MST a participé comme invité au congrès de fondation du NPA, Nouveau Parti anticapitaliste en France.